# Nuevo Zirosto
Nuevo Zirosto es una localidad del estado mexicano de Michoacán. Es parte del municipio de Uruapan. Fue fundada el 25 de noviembre de 1909. 

## Toponimia
El nombre «Zirosto» proviene del purépecha, su significado es «lugar de mucha niebla».

## Demografía
| Gráfica de evolución demográfica |
|                                  |

| Censo | Población |
| ----- | --------- |
| 1910  | 50        |
| 1921  | 51        |
| 1930  | 31        |
| 1940  | 89        |
| 1950  | 164       |
| 1960  | 788       |
| 1970  | 1085      |
| 1980  | 1157      |
| 1990  | 1743      |
| 2000  | 1994      |
| 2010  | 2239      |
| 2020  | 2809      |